# Shaku
Lo shaku (尺) è un'antica unità di lunghezza giapponese, corrispondente a circa un piede. Come altre unità di misura, esso venne originariamente ricavato dalla natura: la lunghezza media tra due nodi nel bamboo. Dal 1891, lo shaku venne definito come 10/33 metri (circa 30,3 cm), ovvero 3,3 shaku fanno un metro. Uno shaku è composto da 10 sun (寸).
Un'altra unità di misura chiamata shaku era utilizzata per misurare la stoffa. Tale shaku corrispondeva a 125/330 metri (circa 37,9 cm o 14,9 pollici). Quando fu necessario fare una distinzione fra i due shaku, l'unità di misura della stoffa divenne kujirajaku (la balena shaku, in quanto le righe per misurare la stoffa erano fatti dalle vibrisse della balena) e l'altro shaku divenne kanejaku (shaku di metallo).
Sebbene le leggi giapponesi imponessero che queste unità di misura venissero dismesse il 31 marzo 1966, il shaku è ancora utilizzato in alcuni campi in Giappone, come ad esempio nella carpenteria. Il ken e il jō erano misure più grandi del shaku: sei shaku formavano un ken, dieci shaku formano un jō. Il ken è normalmente la distanza fra due pilastri nelle costruzioni tradizionali come templi buddisti e santuari shintoisti.
Il Shosoin a Nara possiede un antico righello in avorio di uno shaku.